# Lilium anhuiense
Lilium anhuiense là một loài thực vật có hoa trong họ Liliaceae. Loài này được D.C.Zhang & J.Z.Shao miêu tả khoa học đầu tiên năm 1991.